# Jobyna Ralston

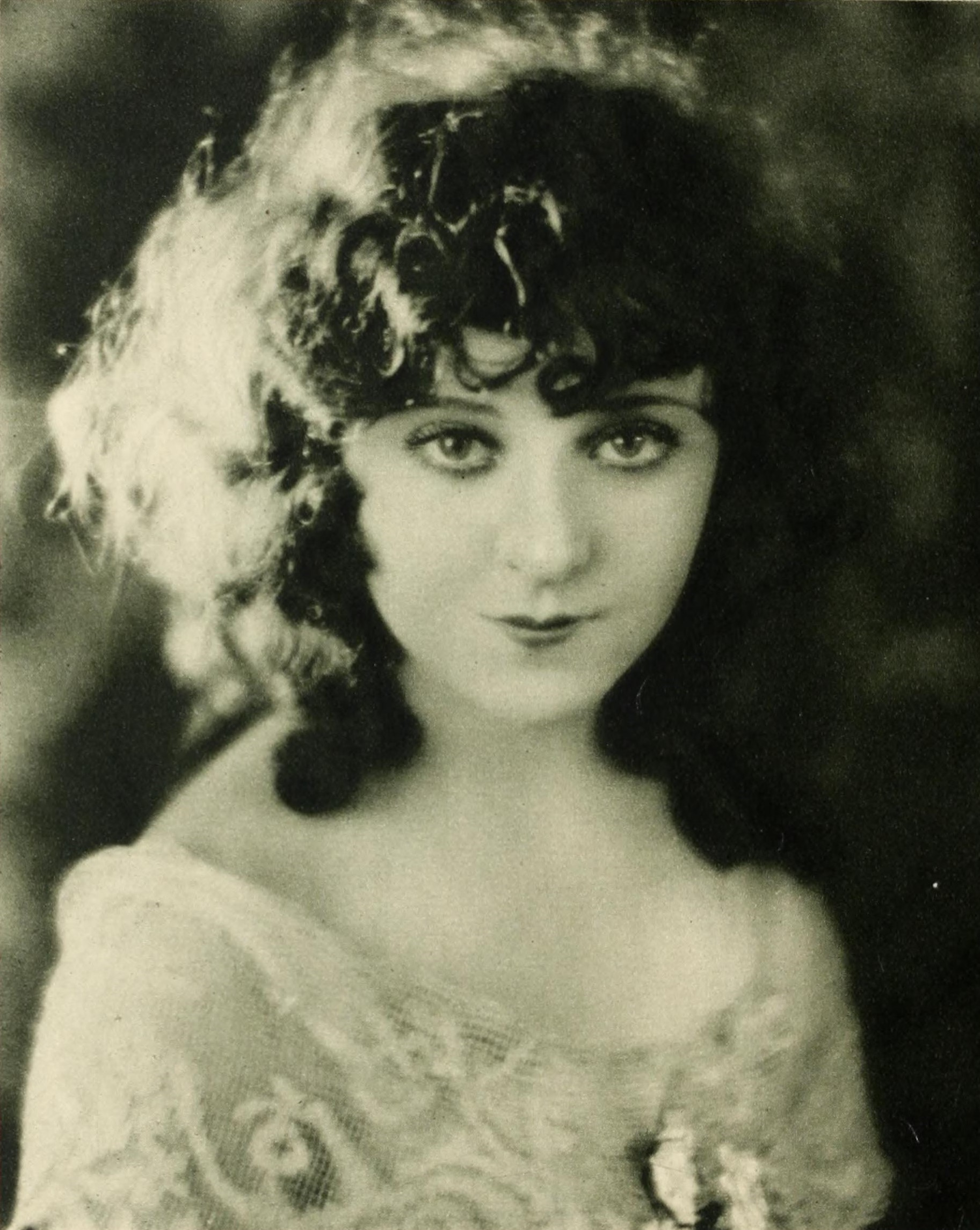
Jobyna Ralston (um 1924)

Jobyna Ralston (* 21. November 1899 in South Pittsburg, Tennessee; † 22. Januar 1967 in Woodland Hills, Kalifornien) war eine US-amerikanische Schauspielerin, die zwischen 1919 und 1931 in rund 80 Filmen spielte.

## Leben und Karriere
Jobyna Ralston wurde als ältestes Kind der Porträtfotografin Mrs. Sarah Raulston und ihres Ehemannes Joe in Tennessee geboren. Die Mutter benannte ihre Tochter nach der zu dieser Zeit populären Theaterschauspielerin Jobyna Howland, der Schwester von Olin Howland. Von ihren Eltern gefördert, stand sie bereits mit neun Jahren erstmals in der Rolle von Aschenputtel auf der Bühne. Nach einer gescheiterten Ehe mit dem Farmer und Jugendfreund John Campbell zog es Ralston nach New York, wo sie die Schauspielschule besuchte. 
1919 und 1920 trat sie in New York und Florida in einer Reihe von Filmen auf, was den Beginn ihrer Filmkarriere bedeutete. 1921 stand sie am Broadway im Stück Two Little Girls in Blue auf der Bühne. Der Starkomiker Max Linder wurde auf die junge Schauspielerin aufmerksam und riet ihr, es in Hollywood mit einer Filmkarriere zu versuchen. Dort spielte sie zunächst in einigen Filmen an der Seite von Linder, aber auch im heute verschollenen Marx-Brothers-Film Humor Risk (1921). Um die Medizinrechnungen für ihre kränkelnde Mutter besser bezahlen zu können, wechselte sie endgültig vom Theater in das für sie inzwischen profitablere Filmgeschäft.
1923 wurde Ralston als „hoffnungsvolle Jungdarstellerin“ unter die WAMPAS Baby Stars gewählt. Inzwischen trat sie auch in den Einaktern des Komödienproduzenten Hal Roach auf. Als Roachs Starkomiker Harold Lloyd seine bisherige Leinwandpartnerin Mildred Davis heiratete und diese somit als seine Filmpartnerin in Zukunft ausschied, wurde Ralston als neue weibliche Hauptdarstellerin für die Komödien von Harold Lloyd ausgewählt. Insgesamt spielten beide zusammen bis 1927 in den sechs Filmen Why Worry?, Girl Shy, Hot Water, The Freshman, For Heaven’s Sake und The Kid Brother. 
Obwohl Ralston heute am ehesten für ihre Zusammenarbeit mit Lloyd bekannt ist, spielte sie auch eine größere Nebenrolle in William A. Wellmans Fliegerdrama Wings, das auf der ersten Oscarverleihung 1929 den Preis als Bester Film gewinnen konnte. Am Set von Wings traf sie auch ihren Co-Darsteller Richard Arlen, den sie 1927 heiratete. Die Ehe, aus der ein Sohn stammte, wurde 1943 geschieden.
Ende der 1920er-Jahre kam der Tonfilm nach Hollywood. Obwohl sie sich nach eher komödiantischen Rollen nun auch als dramatische Schauspielerin etabliert hatte, zog Ralston sich wegen eines nun karrierestörenden Lispelns sowie ihrer Schwangerschaft nach nur zwei Tonfilmen im Jahre 1931 aus dem Filmgeschäft zurück. Sie starb 1967 im Alter von 67 Jahren an einer Lungenentzündung.

## Filmografie (Auswahl)
- 1919: Starting Out in Life (Kurzfilm)
- 1919: The Shimmy Jim (Kurzfilm)
- 1919: The Sultan of Djazz (Kurzfilm)
- 1920: Ball Bearing, But Hard Running (Kurzfilm)
- 1921: Bride and Broom (Kurzfilm)
- 1921: Matrose wider Willen (A Sailor-Made Man)
- 1921: The Brown Derby (Kurzfilm)
- 1921: Humor Risk (Kurzfilm, verschollen)
- 1921: Don’t Marry (Kurzfilm)
- 1921: An Eastern Breeze (Kurzfilm)
- 1922: The Call of Home
- 1922: Friday, the Thirteenth (Kurzfilm)
- 1922: The Bride-to-Be (Kurzfilm)
- 1922: Take Next Car (Kurzfilm)
- 1922: Touch All the Bases (Kurzfilm)
- 1922: The Truth Juggler (Kurzfilm)
- 1922: Rough on Romeo (Kurzfilm)
- 1922: Max und die drei Musketiere on Romeo (The Three Must-Get-Theres)
- 1922: Wet Weather (Kurzfilm)
- 1922: The Landlubber (Kurzfilm)
- 1922: Bone Dry (Kurzfilm)
- 1922: Soak the Sheik (Kurzfilm)
- 1922: Face the Camera (Kurzfilm)
- 1922: The Uppercut (Kurzfilm)
- 1922: Out on Bail (Kurzfilm)
- 1922: Shiver and Shake (Kurzfilm)
- 1922: The Golf Bug (Kurzfilm)
- 1922: Shine ’em Up! (Kurzfilm)
- 1922: Washed Ashore (Kurzfilm)
- 1922: Harvest Hands (Kurzfilm)
- 1922: The Flivver (Kurzfilm)
- 1922: Blaze Away (Kurzfilm)
- 1922: I’ll Take Vanilla (Kurzfilm)
- 1922: Fair Week (Kurzfilm)
- 1922: The White Blacksmith (Kurzfilm)
- 1922: Fire the Fireman (Kurzfilm)
- 1923: Watch Your Wife (Kurzfilm)
- 1923: Paste and Paper (Kurzfilm)
- 1923: Mr. Hyppo (Kurzfilm)
- 1923: Don’t Say Die (Kurzfilm)
- 1923: Once Over (Kurzfilm)
- 1923: Jailed and Bailed (Kurzfilm)
- 1923: A Loose Tightwad (Kurzfilm)
- 1923: Tight Shoes (Kurzfilm)
- 1923: Do Your Stuff (Kurzfilm)
- 1923: Shoot Straight (Kurzfilm)
- 1923: For Safe Keeping (Kurzfilm)
- 1923: Bowled Over (Kurzfilm)
- 1923: Speed the Swede (Kurzfilm)
- 1923: For Art’s Sake (Kurzfilm)
- 1923: For Guests Only (Kurzfilm)
- 1923: Winner Take All (Kurzfilm)
- 1923: Die kleinen Strolche – Dogs of War! (Dogs of War!, Kurzfilm)
- 1923: Lieber krank als sorgenfrei (Why Worry?)
- 1924: Mädchenscheu (Girl Shy)
- 1924: Das Wasser kocht (Hot Water)
- 1925: Der Sportstudent (The Freshman)
- 1925: Are Parents Pickles? (Kurzfilm)
- 1925: Whispering Lions (Kurzfilm)
- 1926: Between Meals (Kurzfilm)
- 1926: Don’t Butt In (Kurzfilm)
- 1926: Soft Pedal (Kurzfilm)
- 1926: Um Himmels willen (For Heaven’s Sake)
- 1926: Sweet Daddies
- 1926: Gigolo
- 1927: Der kleine Bruder (The Kid Brother)
- 1927: Eddie, der Postillion der Liebe (Special Delivery)
- 1927: Flügel aus Stahl (Wings)
- 1927: Lightning
- 1927: A Racing Romeo
- 1927: Pretty Clothes
- 1927: Little Mickey Grogan
- 1928: The Night Flyer
- 1928: The Count of Ten
- 1928: The Big Hop
- 1928: Black Butterflies
- 1928: Helden der Nacht (The Toilers)
- 1928: The Power of the Press
- 1929: Some Mother’s Boy
- 1929: The College Coquette
- 1930: Rough Waters
- 1931: Sheer Luck